# Euchera
Euchera is een geslacht van vlinders van de familie van de Eupterotidae, uit de onderfamilie van de Striphnopteryginae. De wetenschappelijke naam voor dit geslacht is voor het eerst voorgesteld door Jacob Hübner in een publicatie uit 1825.

## Soorten
- Euchera albida (Plötz, 1880)
- Euchera cunina (Cramer, 1780)
- Euchera fervidaria (Fabricius, 1787)